# Pseudotectococcus anonae
Pseudotectococcus anonae är en insektsart som beskrevs av Hempel 1934. Pseudotectococcus anonae ingår i släktet Pseudotectococcus och familjen filtsköldlöss. Inga underarter finns listade i Catalogue of Life.